# Kristof Ongenaet
Kristof Ongenaet (Gent, 29 april 1985) is een Belgisch voormalig basketballer.

## Carrière
Ongenaet speelde in de jeugd van BBC Falco Gent voordat hij ging spelen in het Amerikaanse scholensystheem. Hij speelde collegebasketbal voor Syracuse Orange. Na twee seizoenen werd hij prof bij het Italiaanse Sutor Montegranaro in de Italiaanse eerste klasse. Hij speelde er weinig en werd twee keer verhuurd aan Belgacom Liège en de Italiaanse tweedeklasser AC Imola Basket. Hij keerde hierna terug naar België en ging spelen voor tweedeklasser Kangoeroes Boom waar hij speelde tot in 2012. Hierna speelde hij een seizoen voor reeksgenoot Gent Dragons.
In 2013 ging hij spelen voor derdeklasser BBC Falco Gent waar hij bleef spelen tot in 2015, hij had meerdere blessures tijdens zijn periode in Gent. Van 2015 tot 2019 speelde hij bij Basket Sijsele waarmee hij uitkwam in de tweede en derde klasse. Voor het seizoen 2019/20 speelde hij voor derdeklasser BC Gistel Oostende. Van 2020 tot 2022 speelde hij voor LDP Donza in de tweede klasse. Vanaf 2022 speelt hij opnieuw voor BBC Falco Gent in de derde klasse. Aan het einde van het seizoen 2023/24 stopte Ongenaet met spelen.
In 2025 keerde hij kort terug voor de tweede ploeg van Falco Gent.